# 新字体
新字体（しんじたい）は、日本で第二次世界大戦後に告示された漢字表に示された漢字の字体のうち、従前の活字と異なる形となった簡易字体（略字、異体字）を指す。新字体に対し、日本語でそれ以前に慣用されていた漢字の字体（いわゆる康煕字典体）を「旧字体」という。

## 概要
漢字の歴史は古くから正字と略字が組み合わさって出来ていた。正字は権威があり官吏が使い、略字は俗字・うそ字とも言われて民間人が使ったものである。漢字学者の藤堂明保によれば、古代中国では、文字は権力者の威厳を示すために意図的に複雑な篆書体が使われていたという。しかし、秦・漢時代になると下級役人が増え、筆記を簡便にするため隷書体が考案され、隷変と呼ばれる略字体が誕生した。この略字は後に楷書体へと発展した。
現代の日本新字体は中国唐・宋・元時代の略字体が元になっている。これらは『三国志演義』や『水滸伝』などの通俗小説でよく使われた字体であり、江戸時代の日本人が通俗小説で知り、更にそれを日本人流に変形した字である。すなわち新字体の大半は戦後に新しく考案されたのではなく、戦前の日本人も普通に手書きで用いていた字である。これらの新字体は従来広く手書きで使われていた誤字・譌字・略字を正式な字に昇格させたものが多い。1923年に臨時国語調査会が発表した「常用漢字表」に略字表が含まれるなど、戦前から略字の導入が構想されていた。
1946年に内閣が告示した「当用漢字表」では131字が簡易字体で示され、1949年に告示した「当用漢字字体表」により、約500字が簡易字体となった。1951年には当用漢字以外で子の名付けに使うことができる漢字を示す「人名用漢字別表」が告示されたが、その中には「彦」「穣」「聡」「蘭」のように当用漢字に合わせて字体整理が施された簡易字体のものがあった。1950年代以降に活字の改刻が進むと、新聞や書籍など印刷物の漢字はほぼ全面的に新字体に切り替えられた。

## 字体の簡略化の歴史
字体の簡略化の歴史は前述のように古いが、唐代の科挙の筆記試験では正字を使うことが定められており、科挙の受験参考書、唐の顔玄孫の『干禄字書』のように正字と略字・俗字を区別するマニュアルも作られた。例えば正字「聰」に対して通字「聡」、正字「蟲」に対して俗字「虫」などのように、現在日本の新字体を「略字・俗字」としているケースが多い。藤堂明保は「俗字を排斥して正字の権威を保たせようとすること、いや、正俗の区別を論じること自体、漢字を庶民と無縁のものにし、士大夫の愛用物にすぎないものにしたことを証明している。」と述べ、新字体では出来るだけ民衆が使っていた俗字や略字を使うべきであり、その方向性は正しかったと述べた。
当用漢字は、藤堂が述べた考え方を原則として印刷文字の字形と筆写文字の字形をできるだけ一致させることを目指した。必ずしも筆写に適していない従来の活字字体を、画数の多さなどを理由に略字体や俗字体に変更した。これを「漢字の民主化」といった。
一方、1981年制定の「常用漢字表」（2010年改定）は主として印刷文字の面から検討され、明朝体活字の一種を用いて字体例を示している（通用字体）。通用字体は（狭義の）新字体をすべて蹈襲し、1981年に追加された字種では、新字体に準ずるものが採用された。さらに1981年「常用漢字表」告示の際には「燈」を簡略化した「灯」を通用字体として採用した。
新字体は、旧字体の旁（つくり）を同音の画数の少ない文字に差し替える、複雑な部分を省略した記号に置き換えるなどの手法で簡略化したものである。新字体に対し、明治以来使用されてきた漢字の字体は「旧字体」「正字体」「康煕字典体」などと称される。そもそも当用漢字の制定以前は、学校で使用される教科書においても複数の字体が併用されるなど、字体について厳密な統一がなされていなかった。ゆえに個々の文字について旧字体とみなされる字体は必ずしも一定ではないものの、おおまかには康煕字典体と一致し、台湾・香港などで用いられている繁体字におおむね一致する。
新字体の滲透は漢字により差があり、新字体が多く使われるが逆の場合もある。
「当用漢字表」まえがきで固有名詞は「別に考えることとした」とされたことから、人名や地名などでは旧字体や異体字の使用が継続されており、JIS漢字コードやUnicodeでも新字体とその他の字体が混在並存するため、混乱が生じることもある。例えば、高島の挙げる用例では、柔道選手の篠原信一の「篠」の字は朝日新聞で当初は異体字を用いていたが、篠原がオリンピックの金メダリストになって露出が増えた後で異体字ではなく新字体に統一するという但し書きが新聞に掲出されたという。

### 当用漢字・常用漢字
当用漢字は、1920年代から具体化しつつあった漢字略字化案をもとに作家の山本有三が主導する国語審議会が制定し、1946年11月16日に内閣によって告示された1850字の漢字である。この際に、当用漢字外の漢字の使用が制限された。続いて1949年に「当用漢字字体表」が告示され、ここでは楷書や草書で使用されていた字体などをもとに、多くの新字体が採用されている。
1948年1月1日の戸籍法改正により、当用漢字外の漢字は子の命名に使用できないとされたが、これに対する国民からの不満が大きかったため、1951年5月25日より人名用漢字が「人名用漢字別表」として追加指定されるなど、使用可能な漢字の制限はいくぶん緩和された。
1981年に、当用漢字の後継として常用漢字が制定された。常用漢字は当用漢字とは異なり、表外漢字の使用を制限するものではなく、分かりやすい文章を書くための漢字使用の目安とされるものである。
なお、俗に「マッカーサー司令部（GHQ）が日本人の誇りを失わさせるために当用漢字を作り略字化を推進し、『そしじ』『和多志』などの漢字や表記を抹殺した」と言われるが、これは誤りである。GHQは軍国主義は日本人が難しい漢字を理解できないために生じたと考え、漢字の簡略化ではなく仮名文字のみにする「漢字廃止」を行おうとしていた。多くの知識人やマスコミ関係者も「漢字廃止論」に賛同した。ただ、漢字廃止は日本人の識字調査を行ったところほとんどの人が漢字を書けることが分かり頓挫した。GHQに近い作家の山本有三が漢字を廃止するのではなく、数を減らすべきだという「漢字制限論」を唱え、それが当用漢字につながったというのが正しい。GHQの検閲官については無学な人が多く、作家の海音寺潮五郎は全集のあとがきで「日本語も不自由な日系二世がわけのわからない指摘をしてきた」と嘆いており、GHQ側に漢字に対する知識があったとは考えられない。

### 拡張新字体
新字体は、本来当用漢字・常用漢字・人名用漢字のみに適用されるものであるから、これらの漢字表に含まれない「表外漢字」には及ばない。たとえば、「擧」は「挙」に簡略化されたが、「欅」は同じ「擧」の部分を含んでいながらも表外漢字であるため簡略化されない。
しかし1950年代には、常用漢字表で採用されている新字体の略し方を、改定前の常用漢字表にない漢字にも及ぼした字体である「拡張新字体」が出現した。当初は新聞の書体として用いられ、朝日新聞では独自に表外字の簡略化を徹底した字体（朝日文字）を作り使用していた時期があった。
拡張新字体はその後、1983年に制定されたJIS X 0208-1983（83JIS、いわゆる「新JIS」）にも採用された。表外字も広く常用漢字にならって簡略化され、「欅」を簡略化した「﨔」という字体もある。また「灘」は「さんずい」以外の部分が「難」と同じように略されたが、2014年に制定されたJIS X 0213-2014では「くさかんむり」状の部首が「廿」の形へ改められている。

## 簡略化の仕方
漢字は字形が繁雑なため、前述のように第二次世界大戦前から筆記時には多くの略字が通用していた。「門」・「第」がしばしば略字「门」・「㐧」で書かれるのと同様である。個別に簡略を行ったため、例えば同じ「しんにょう」を含む漢字でも、「道」・「通」は簡略化されているが、「遜」・「逕」など20世紀中に当用漢字・常用漢字・人名用漢字とされなかった漢字は基本的に簡略化されていない。
| 旧字体 | 舊 | 體 | 來 | 鐵 | 與 | 學 | 臺 | 氣 | 國 | 關 | 眞 | 澤 | 鹽 | 櫻 | 廣 | 邊 | 濱 | 寶 | 惠 | 齒 | 縣 |
| 新字体 | 旧 | 体 | 来 | 鉄 | 与 | 学 | 台 | 気 | 国 | 関 | 真 | 沢 | 塩 | 桜 | 広 | 辺 | 浜 | 宝 | 恵 | 歯 | 県 |

### 字体の統一と使い分け
2通り以上の字体が使われていた漢字を統一したもの。「効」の字には「效」という字体もあるが「効」に統一された。
手書きの形に合わせたものもある。「道」などの「しんにょう」は活字では二つ点、筆記では一つ点で書かれていたため、原則として一つ点に統一された。また、「青」は「月」の部分が活字では「円」、筆記では「月」と書かれていたため「月」に統一された。なお漢字の「円」は「圓」と書かれていたため「月」と混同することはない。
「半」・「尊」・「平」・「益」などは、「ソ」の部分が活字では逆の「ハ」となっていたが「ソ」に原則統一された。「絆」・「鮃」などは現在も「ハ」の形のままであるものの、筆記でこれにならう必要はない。

#### 固有名詞での例外
字体の統一は徹底したものではなく、前述のとおり、地名や人名などの固有名詞ではある程度例外が許容されている。
「葛」の字は葛飾区における字体が「」（人葛）であり、葛城市の字体は「」（ヒ葛）である。JIS X 0208の例示字形は「」（ヒ葛）とされているが、JIS X 0213:2004では「」（人葛）に変更され、2006年以降主要なオペレーティングシステムの標準フォントはこれに準拠している。
「しんにょう」の「点の数」は人名など「司馬遼太郎」の「遼」や「辻邦生」の「辻」は二つ点である。さらに「若槻禮次郎（礼次郎）」のように「礼」の字が4字体、「郎」の字が2字体あるために、表記に揺れが生じる例もある。
「半」や「平」が「ハ（半、平）」か「ソ（半、平）」かについても、「佐藤」や「加藤」の「藤」は「ハ藤（藤）」、「ソ藤（藤）」といって戸籍上は区別されており、「藤」については「くさかんむり」の「+ +」形や「月」の点を斜めに打つ場合もある。
新字体の導入後に旧字体を意図的に使用する例もある。大相撲の元横綱曙太郎の四股名「曙」は、当初は旁の「署」に点がなかったが「『点』は『天』に通じ、天下を取ってから点をつける」といい、大関昇進と同時に「点のある『曙』」に改められた。
眞子内親王の名前「眞子」は新字体では「真子」となるが、固有名詞にも新字体を使うことを原則とする新聞などのマスメディアにおいても新字体での表記は見られない。映像作家の手塚眞の本名は新字体で「真」と表記するが、旧字体の「眞」で活動している。その他、筆名や芸名、バンド名、フィクションなどの作品名で、あえて旧字体を使用する例が多数ある。
鉄道駅の駅名では、元になる地名や施設名が旧字体を使う場合でも新字体にする場合が大半（例：四條畷市と四条畷駅、五條市と五条駅、當麻寺と当麻寺駅など）であるが、区別のため旧字体を使用する例もある。例えば兵庫県美方郡香美町の山陰本線にある「餘部（あまるべ）駅」は1959年に開業したが、すでに同じ兵庫県内の姫新線に1930年開業の「余部（よべ）駅」が存在し、区別のため新字体の「余」ではなく旧字体の「餘」を使用している。また、駅名に大学の名称が含まれる場合に、旧字体が正式名になる大学名で駅名にも旧字体を使用する場合（例:獨協大学前駅、龍谷大前深草駅など）がある。

### 行草書の楷書化
漢字の行書体及び草書体を活字体として楷書体化し、新字体にしたもの。圖→図、觀→観、晝→昼など。「門」の略字「门」も書き順は違うが行書に由来する。中国大陸の簡体字では「门」を採用しているが、日本の活字では通常は使用しない。

### 繁雑部位の削除
漢字の一部分を削る。「応」は「應」と書いたが「倠」を削除、「芸」は「藝」であったが中間にある「埶」部分を削除、「圧」は「壓」から「猒」を削除、「缶」は「罐」から「雚」を削除、「聴」は「聽」から耳の下「王」と罒と心の間の「一」を削除、「独」と「触」は「獨」と「觸」から「罒」と「勹」を削除、「県」は「縣」から「系」を削除、「号」は「號」から「虎」を削除、「処」は「處」から「虍」を削除、「医」は「醫」から「殳」と「酉」を削除、「声」は「聲」から「殳」と「耳」を削除、「予」は「豫」から「象」を削除、「余」は「餘」から「𩙿」を削除、「糸」は「絲」であったのをひとつにし、「虫」は「蟲」をひとつにした。だが、これにより、後述の通りもとあった別字と重複したり、本来の部首まで削られたがために部首が変更されたりした漢字も数多く存在する。
ただし、新字体の中には筆画（画数）が増加したものもある。たとえば「歩」がそうであり、旧字では右下の点のない「步」であった。このため、「頻」や「涉」といった字も「頻」・「渉」というように1画増やされている。旧字体「卷」の下の「㔾」（二画）が「己」（三画）になり、「巻」になったら一画増えることになった。「卑」・「免」（四角の中から外へ線がつながるか否か）、「致」（旁が「夊」から「攵」に）、「雅」・「緯」（「ヰ」の部分の左下をつなげるか否か）なども増加している。

### 部首の変更
簡略化のために部首が変わった字もある。「闘」がそれであり、もともと、部首は「門（もんがまえ）」ではなく「鬥（とうがまえ）」で、もとの字体は「鬬」または「鬪」である。この部首の文字には「鬨」や「鬩」などがある。現在、多くの辞書が「門」の部に「闘」を掲載している。同様の例は他に「効」、「勅」、「収」、「叙」も該当し、もとの字体はそれぞれ「效」、「敕」、「收」、「敍」で「攴（ぼくにょう）」から「效」、「敕」は「力（ちから）」に、「收」、「敍」は「又（また）」に変わり、多くの辞書が「力」の部に「効」と「勅」を、「又」の部に「収」と「叙」をそれぞれ掲載している。そのほか「党」、「秘」、「覇」も該当し、もとの字体はそれぞれ「黨」、「祕」、「霸」で「黨」は「黒（くろ）」から「儿（ひとあし）」に、「祕」は「示（しめすへん）」から「禾（のぎへん）」に、「霸」は「雨（あめかんむり）」から「襾（にし）」に変わり、多くの辞書が「儿」の部に「党」を、「禾」の部に「秘」を、「襾」の部に「覇」をそれぞれ掲載している。
「声」、「医」、「号」、「処」、「点」などは本来の部首を取り除いた（「声」は「聲」から「耳」、「医」は「醫」から「酉」、「号」は「號」から「虍」、「処」は「處」から「虍」、「点」は「點」から「黒」がそれぞれ部首である）ため辞書での扱いが変わった。多くの辞書では、「声」は「士（さむらい）」の部、「医」は「匸（かくしがまえ）」（「匚（はこがまえ）」と統合されていることもある）の部、「号」は「口（くち）」の部、「処」は「几（つくえ）」、「点」は「灬（れっか）」の部に掲載されている（が、旧字体の部首から「声」を「耳部」、「医」を「酉部」、「号」と「処」を「虍部」、「点」を「黒部」に分類する辞書も存在する）。
「争」、「為」、「寿」、「売」、「変」、「双」、「両」、「当」、「帰」などは本来の部首の部分が変わった（「争」は「爭」から「爪」、「為」は「爲」から「爪」、「寿」は「壽」から「士」、「売」は「賣」から「貝」、「変」は「變」から「言」、「双」は「雙」から「隹」、「両」は「兩」から「入」、「当」は「當」から「田」、「帰」は「歸」から「止」がそれぞれ部首である）ため辞書での扱いが変わった。多くの辞書では、「争」は「亅（はねぼう）」の部、「為」は「灬（れっか）」の部、「寿」は「寸（すん）」の部、「売」は「士（さむらい）」の部、「変」は「夊（すいにょう）」（「夂（ふゆがしら）」と統合されていることもある）の部、「双」は「又（また）」の部、「両」は「一（いち）」の部、「当」は「⺌（しょう）」（「彐（いのこがしら）に分類する辞書もある）の部、「帰」は「刂（りっとう）」の部に掲載されている。
「並」、「万」、「円」、「尽」、「塩」、「与」、「旧」などは本来の字体と全く変わった（「並」は「竝」から「立」、「万」は「萬」から「艸」、「円」は「圓」から「囗」、「尽」は「盡」から「皿」、「塩」は「鹽」から「鹵」、「与」は「與」から「臼」、「旧」は「舊」から「臼」がそれぞれ部首である）ため辞書での扱いが変わった。多くの辞書では、「並」、「万」、「与」は「一（いち）」の部、「円」は「冂（けいがまえ）」の部、「尽」は「尸（しかばね）」の部、「塩」は「土（つちへん）」の部、「旧」は「日（ひ）」の部に掲載されている。

### 音符の交換
漢字の大半は形声文字である。形声文字には事物の類型を表す意符と発音を表す音符がある。「青」・「清」・「晴」・「静」・「精」・「蜻」・「睛」がみなセイの音をもつのは音符が「青」であるためであり、「清」の場合、部首の「さんずい」が意味を、「青」が音を表している。「練（レン）」・「錬（レン）」」・「蘭（ラン）」・「欄（ラン）」・「瀾（ラン）」の音符は「煉瓦」の「煉」のように「柬（カン）」であるが、「柬」は「東」と略されている。そのため「東（トウ）」を音符にもつ「棟」・「凍」とは区別がつかなくなっている。
繁雑な音符をもつ漢字を、同じ音を持つ別の音符に置き換えてつくられた新字体がある。たとえば、「囲」はもともと「圍」であったが、「韋」も「井」も同じイと読む（ただし、「井」は訓）ため簡単な井に変更された。竊→窃、廳（廰）→庁、擔→担、膽→胆、證→証、釋→釈、癡→痴、廣→広、犧→犠、據→拠、鐵→鉄なども同様。なお、「魔」や「摩」を「广+マ」、「慶」・「應」を「广+K」・「广+O」、「機」を「木キ」と書く人がいるが、それもこれを応用した略字といえよう。

### 簡略化の不統一
当用漢字字体表による簡略化には部分字形の不統一が幾つか見られる。
「瀧」は「龍」を「竜」に簡略化して「滝」となったが、「襲」は簡略化されていない。「獨」・「觸」は「蜀」を「虫」に簡略化して「独」・「触」に、「屬」・「囑」は「蜀」を「禹」に簡略化して「属」・「嘱」となったが、「濁」は簡略化されていない。「佛」・「拂」は「弗」を「厶」に簡略化して「仏」・「払」となったが、「沸」・「費」は簡略化されていない。「假」は「叚」を「反」に簡略化して「仮」となったが、「暇」は簡略化されていない。「燈」は「登」を「丁」に簡略化して「灯」に、「證」は「登」を「正」に簡略化して「証」になったが、「登」・「澄」は簡略化されていない。「傳」・「轉」は「專」を「云」に簡略化して「伝」・「転」に、「團」は「專」を「寸」に簡略化して「団」になったが、「專」は「専」と中央部を省略したにすぎない。「碎」・「粹」・「醉」は「卒」を「卒」の異体字の「卆」に簡略化して「砕」・「粋」・「酔」になったが、「卒」単独字は「卆」を正字に採用しなかったほか、「率」は簡略化されていない。
「呈」・「程」・「聖」などでは「壬（テイ、土部1画）」を「王」に変えたが、「廷」・「庭」・「艇」では「壬」のままであった。「壬（ジン、士部1画）」を部分字形に持つ「任」・「妊」も「壬」のままであった。「犯」の旁の部分「㔾」は「犯」・「厄」・「危」・「腕」・「範」では変わらないが、「巻」・「圏」では「己」に変えている。「偉」の旁の部分「韋」は「偉」・「違」・「緯」・「衛」では変わらないが、「圍」では「韋」を「井」に変えて「囲」になった。「域」の旁の部分「或」は「域」・「惑」では変わらないが、「國」では「或」を「玉」に変えて「国」になった。「凝」の旁の部分「疑」は「凝」・「疑」・「擬」では変わらないが、「癡」では「疑」を「知」に変えて「痴」になった。「損」の旁の部分「員」は「損」・「韻」・「員」では変わらないが、「圓」では字体を変えて「円」になった。「偶」の旁の部分「禺」は「偶」・「愚」・「遇」・「隅」では変わらないが、「萬」では字体を変えて「万」になった。

## 既存の字との衝突
主に上記のように簡略化されているが、既存の別の字と重なってしまったものもある。
臺と台
本来、「台」（タイ、ダイ、イ）は星の名、はらごもり（胎に通じる）、よろこぶ、やしなう、うしなう、そして一人称の「われ」を意味する字であり、慣例的に「臺」の略字として用いられてきたが、新字体において「臺」は「台」の字形で収録された為に現在では「台」という字の本来の意味で用いられることはなくなった。
藝と芸
「藝」は新字体において「芸」になったが、もともと「芸」（ウン）という漢字があったため、意味も音も異なる二つの字の形が一致してしまった。多くの場合、一致してしまう既存の漢字はほとんど使われない死字であり支障はない。しかし芸の場合、奈良時代末期に石上宅嗣が設けた公開図書館「芸亭（うんてい）」がある。日本史や図書館学の教科書などでは芸亭の芸の「くさかんむり」「艹」を4画の「くさかんむり」「艹 (+ +)」にして区別をすることが多い。ただし、本来、「芸」（ゲイ）と「芸」（ウン）の字体は全く同じである。なお、芸（ウン）は「書物の防虫に使用される薬草」を意味し、転じて中国では「文学、教養」を想起させる文字として人名などに使われる。簡体字では上述した音符の交換により、北京語音で「藝」と同音の「乙」を使って「艺」と略す。
豫と予、餘と余
「豫定」・「豫告」の「豫（あらかじめ）」は「予」と略され、「餘剰」・「餘分」の「餘（あまり）」は「余」と略された。「予」・「余」はどちらも一人称 *yuを表す文字である。
蟲と虫
本来、「虫」（キ）は爬虫類を、「蟲」（チュウ）は昆虫などの小さな虫を表す別の字であった。「蟲」を「虫」と略したため、虫の字は本来の意味と蟲の字の意味の両方を持っていることになる。
絲と糸
「糸」（ベキ）は細い糸を表し「絲」（シ）が糸全般を表す別の字であったが、日本では「糸」が糸全般を表すように使用されていた。中国語圏では、『重編国語辞典』修訂本の 糸 項のように「糸」を「絲」の異体字とする例があるものの、このような簡略化は一般的ではなく、「絲」の簡体字は「丝」である。中華料理の青椒肉絲は日本でも「絲」のままで書かれることが多い。
豐と豊
「豐」は「ゆたか」という意味であり、音は「ホウ」。「丰」が音符となっている形声文字である（中国では「丰」が「豐」の簡体字になっている）。「豊」は「れいぎ」という意味で音は「レイ」。「礼」の旧字体「禮」の旁になっている。「豐」が「豊」に変更されたため両者が衝突することになり、音が「レイ」かでそうでないかで区別する（後述する「體」も「タイ」の音は「豊」にちなむ転音である）。が、「豊」は単独の漢字で使用されることがほとんどないので問題はほとんど起こっていない。なお「艶」（音は「エン」）の旧字体「艷」の偏は「豐」であるが、「艶」は純粋な会意文字なので、「エン」の音は「豐」にちなんでいない。
缺と欠
「缺乏」の「缺（ケツ）」は「欠」となったが、「欠」は「ケン」と読み、「あくび」の意味がある。なお「欠」の字にももともと「かける」の字義がある。「欠缺（ケンケツ）」という法律用語は2字目の「缺」を新字体にしてしまうと「欠欠」となってしまう。当用漢字では「ケン」の音読みは採用されなかったため、厳密に当用漢字に従うと交ぜ書きで「けん欠」となってしまう。このため法律用語では現在でも例外的に旧字体を使用して「欠缺」と書かれる。本文に新字体を採用している『広辞苑』、『大辞林』などの国語辞典でも、この語に限っては表記欄に「欠缺」の表記を採用している。2004年（平成16年）に可決、2005年（平成17年）に施行の民法現代語化を目的とした「民法の一部改正」によって「意思の欠缺」は「意思の不存在」と言い換えられたため条文から「欠缺」は消えた。ただ、新聞などのマスメディアにおいては戦後早くから「欠缺」の表記を使わず、「不存在」「存在しない」という表現に言い換えていた。
罐と缶
「缶」（フ）は「素焼きの甕（かめ）」を表す字で、「罐」（カン）が旁に「歡」（新字体は「歓」）の偏と同じ音符を持つ形声文字で、オランダ語・kanと英語・canの音訳で「金属製の缶」を表す字であった。常用漢字に「缶」が追加された時には、すでに「缶」は本来の意味を失って「罐」の略字として用いられていたため、「缶」が採用されて「罐」が旧字体となった。ほかの旧字体に比べて比較的遅くまで「罐」が正式だったため、「ドラム缶工業会」が1987年まで「ドラム罐工業会」の表記を採用していたほか、社名に「罐」のつく企業は東洋製罐、北海製罐、日本製罐など多数存在し、その多くが製缶業者である。
體と体
「體」は骨偏に属し、音は「タイ」、「肉体、からだ」を意味している。一方「体」は人偏を部首とし、音は「ホン」、「あらい、そまつな」という意味がある。つまりもともとは「體」と「体」は全くの別字であった。だが、「体」が「體」の略字として古くから混用されていたため新字体に採用され、中国でも簡体字に採用されている。「体」を本来の音である「ホン」と読む熟語には「体夫」がある。これは「ホンプ」と読み、棺を担ぐ人足を意味している。
濱と浜
「濱」は「はま」という意味であり、音は「ヒン」で「賓」が音符となっている形声文字である。一方の「浜」は「クリーク」の意味であり、音は「ヒョウ」で「兵」が音符となっている形声文字だった。つまりもともとは「濱」と「浜」は全くの別字であり、古くから混用されていて新字体に採用された。また表外字の「檳」は「濱」を「浜」と略する形を倣い「賓」を「兵」に置き換えた異体字（拡張新字体）の「梹」が作られた。
縣と県
「縣」は音は「ケン」で行政区域の「けん」という意味があり、他に「かける」「つなぐ」の意味があったため、のちに区別のために「懸」が別字として作られた。一方の「県」は「首」を逆に書いた象形文字で「さかさづり」の意味であり、音は「キョウ」だった。つまりもともとは「縣」と「県」は全くの別字であり、古くから混用されていたことから新字体に採用された。
蠶と蚕
「蠶」は音は「サン」で「かいこ」という意味である。一方の「蚕」は「みみず」の意味であり、音は「テン」だった。つまりもともとは「蠶」と「蚕」は全くの別字であり、古くから混用されていて新字体に採用された。
證と証
もともとは「證」と「証」は全くの別字であるが、音が共に「ショウ」と共通していたため、古くから混用されていた。「證」は音は「ショウ」で「あかし」「あかしをたてる」という意味である。一方の「証」は「いさめて誤りを正す」の意味であり、音は「セイ」「ショウ」となっている。これにより、「証」が「證」の新字体に採用された。
醫と医
「醫者」、「醫師」の「醫（イ）」は「医」となったが、「医」は「エイ」と読み、「矢をしまう箱」の意味がある。「醫」が「医」に変更されたため両者が衝突することになった。
擔と担、膽と胆
「擔当」の「擔」、「膽嚢」の「膽」はそれぞれ「詹」を「旦」に変えた「担」と「胆」となったが（音はいずれも「タン」）、もともと「担」は「うちのめす」、「胆」は「あぶら」の意味だったため両者が衝突することになった。
燈と灯
「燈」と「灯」はどちらも「ひ」「ともしび」の意味で、音も「燈」が「トウ」、「灯」が「チョウ」「テイ」「チン」と類似していたため、古くから混用されていた。このため、1981年の「常用漢字表」告示の際に、「灯」を「燈」の通用字体として採用した。なおドラえもんのひみつ道具の「タマゴ産ませ燈」は現在の版でも「タマゴ産ませ燈」と「燈」のままになっている。また、「提灯(ちょうちん)」には「灯」の方を用いる。
旧と臼と舊
現在、「旧」は「舊」（意味は「ふるい」）の新字体として用いられている。しかしかつて「旧」は「臼」（意味は「うすという道具」）の異体字であった。つまり「臼」の異体字が別字の「舊」の新字体として用いられている。これは「舊」の音符に「臼」が用いられていることからきている（音はともに「キュウ」）。「旧」は「臼」の異体字であったが、時代が下るにつれ「舊」の略字として混用されるようになっていった。「稻」を「稲」、「兒」を「児」と書くように、「臼」の部分を「旧」に置き換えた漢字も多くみられるようになった。つまり、「旧」は、音は同じだが意味のまったく異なる二つの漢字の略字に用いられるようになっていった。結果、新字体採用に当たって「旧」を「舊」の新字体とすると同時に、字のなかの「臼」の部分を「旧」に置き換えた漢字もいくつか新字体に採用された（例字として「稲」・「児」）。なお中国では「旧」を「舊」の簡体字としているが、「旧」は「臼」の簡体字にはなっておらず、「臼」を略した簡体字は存在しない。大抵は「稻」のようにそのまま簡略化せずに用いられるが、「兒」を「儿」と略すように、日本の新字体と異なる簡体字になって用いられている漢字もある。
亙と亘
「亙」は「コウ」「わたる」、「亘」は「セン」「のべる」の音義がある。しかし楷書では昔から「亙」を書きやすい「亘」に書いてきたため、両者は現在同一字種とされている。この字種は当用漢字・常用漢字ではないが、「亙」は1951年に人名用漢字に選ばれた。当用漢字時代は、名古屋法務局長からの照会に対する法務府民事局長の回答に基づき「亘」も子供の名付けに使えるという運用がなされた。1981年常用漢字表告示の際に「亘」と改められた。この時「亙」は許容字体となり、2004年に人名用漢字となった。これらのことから「亙」を旧字、「亘」を新字と見なすことがある。
岳と嶽
「岳」は妻の父の呼称で、「嶽」は高大な山という意味。古くから「岳」は「嶽」の古字とされてきた。常用漢字では「岳」を用いる。本来の「岳」は「岳父」などに用いる。
党と黨
「党」は西方の異民族のことであり、本来「党項」などに用いる。古くから「黨」の略字として用いられてきた。常用漢字表では「党」を用いる。
（参考）蘆と芦
「蘆」は「ロ」「あし」の音義があるが、「盧」を構成要素に持つ「爐」の新字体は、「盧」の部分を「戸」に置き換えた「炉」であり、表外字もこれに倣った異体字（拡張新字体）が作られ「蘆」は「芦」と簡略化したが「芦」は既に別の意味を持つ字のため衝突した。なおこの字種は当用漢字・常用漢字ではない。

## 批判
中国文学者の高島俊男は、漢字の導入は日本語にとって不幸なことであったとする一方、筆写字（手書き文字）は文章の中の文字であり文脈で読まれるものだから他の文字と類似してもかまわないが、印刷字は一つ一つが独立してその字でなければならず、印刷字を筆写字と同じようにした新字体は間違いだったと主張している。高島は、印刷字を筆写字にあわせてしまったために、例えば、「專」は「専」、「傳」・「轉」は「伝」・「転」、「團」は「団」となってしまい、「專」の部分が持っていた「まるい」・「まるい運動」という共通義をもった家族（ワードファミリー）の緣が切れてしまったと指摘している。